# Club Mixto Estudiantil
El club Mixto Estudiantil es un club de fútbol peruano perteneciente del Distrito de San Martín de Porres, del Departamento de Lima y participa en la Copa Perú. Es uno de los pocos representantes del distrito que logró ascender a la Segunda División del Perú. 

## Historia
El club Mixto Estudiantil, como muchos equipos, fueron formado por jóvenes. El equipo rápidamente ascendió desde la Segunda Distrital de San Martín de Porres a la primera del distrito. Su mejor momento fue para la temporada 1993. Año que fue campeón de la Liga San Martín de Porres. Posteriormente logró el título del torneo de Interligas de Lima, luego de ganar por 2 - 0 al club Guardia Republicana del Distrito del Rímac. Ascendió conjuntamente con José Carlos Mariategui (después de participar y campeonar la Región Promocional de Fútbol de Lima y Callao) a la Segunda Profesional. Durante varios años, los equipos campeones y subcampeones de Interligas de Lima ascendía directamente a la segunda profesional, que estaba conformado por equipos de Lima y del Callao.
Para la temporada 1994, Mixto Estudiantil enfrentó  a varios equipos representantes de la segunda división tales como: Unión Huaral, Deportivo Yurimaguas, Sportivo Guardia Republicana, Meteor-Lawn Tennis, América Cochahuayco, Bella Esperanza entre otros. El club logró salvar la categoría en el mismo año.
En el siguiente año 1995, acumuló varios Walkover en los inicios del torneo. Por lo tanto Mixto Estudiantil fue sancionado y perdió la categoría. Desde entonces regresó a su liga de origen y nunca más retornó a la segunda profesional.

## Actualidad
En 2017 fue refundado como Asociación Deportiva de Fútbol Mixto Estudiantil con el registro público n°15225949.  Asociación Deportiva de Fútbol Mixto Estudiantil, participa desde 2022 a la fecha en la Segunda distrital de San Martín de Porres. El club ocupó el cuarto puesto de la serie A de la segunda distrital 2022. Para la siguiente temporada, el club vuele ocupar el cuarto lugar del grupo A de la segunda división. 
En las temporada 2024, en el primer partido de la segunda distrital vence por 7-1 al Unión Bethel FC. Luego, derrota por 2-0 a la Misilera SBA. En la tercera fecha, el club gana por 3-0 al Internacional de Lima. En la siguiente fecha, supera a su rival CFD San Santiago por 5-2. En la quinta fecha, derrota por 6-1 a la Escuela Rivera. Para la fecha sexta del torneo, gana por 2-0 al Paulista FC. El club ocupa el liderato del grupo B de la segunda división distrital. A su vez, logra el ascenso y la clasificación a la liguilla final por el título de la segunda división de SMP. En la séptima fecha del campeonato, Mixto Estudiantil derrota por 5-0 al Sporting San Martín y se consagra campeón de la serie B. El club se enfrenta al CEFFUT en la final por el título de la segunda distrital en el cual empata 1-1. Finalmente, Asociación Deportiva Mixto Estudiantil derrota en penales al CEFFUT por 4-1 y se consagra campeón del torneo.

## Datos del club
- Temporadas en Segunda División: 1 (1994).
- Región Promocional de Lima y Callao : 1 (1993)

### Palmarés

#### Torneos regionales
- Interligas de Lima (1): 1993.
- Liga de San Martín de Porres (1): 1993.
- 4° Puesto, Segunda División SMP Serie A (2): 2022 y 2023.
- Segunda División SMP Grupo B: 1 (2024).
- Segunda División Distrital de San Martín de Porres: 1 (2024).

## Uniformes
- Uniforme Titular: Camiseta rosada, pantalón negro y medias negras.

## Evolución Indumentaria

### Titular de 1975 al 1995
| Titular 1 | Titular 2 | Titular 3 | Titular 4 | Titular 5 | Titular 6 |  |

### Titular de 2022 al presente
| Titular 1 | Titular 2 | Titular 3 | Titular 4 |  |

### Alterno de 2022 al presente
| Alterno 1 | Alterno 2 | Alterno 3 | Alterno 4 |  |